# Motorola 68060
Motorola 68040 ColdFire, DragonBall
Le Motorola 68060 est un microprocesseur CISC, 32 bits, superscalaire, de la famille m68k de Motorola, produit en 1994. Il succède au Motorola 68040. Le 68060 est le processeur le plus puissant de la famille.
Par rapport au 68040, le 68060 ajoute un deuxième pipeline pour les instructions générales, une unité de multiplication des nombres entiers sur deux cycles, une unité de calcul en virgule flottante plus rapide et une logique de branchement prédictif. Il double ou triple les performances d'un 68040 à la même fréquence. Sur le plan des horloges, il devient possible de fonctionner dans un mode natif 060 permettant d'avoir un bus à la même vitesse que les unités internes, ce qui n'était pas le cas sur le 040 (bus à la moitié de l'horloge interne : 33/66 MHz par exemple).
Les 68060 partagent la plupart des dispositifs architecturaux du Pentium original. Tous les deux ont un double pipeline superscalaire très semblable et un décodeur d'instructions qui décompose les instructions complexes en instructions plus simples avant l'exécution (effet du concept RISC sur un processeur CISC). Cependant, la FPU du 68060 n'est pas pipelinée et fonctionne trois fois moins vite que celle du Pentium dans les applications à virgule flottante. A contrario, les multiplications entières et les instructions de décalages de bits sont sensiblement plus rapides sur les 68060. Le 68060 peut exécuter des instructions simples dans l'unité de génération d'adresse (AGU) et fournir de ce fait des résultats deux cycles avant l'ALU.
Les 68060 marquent la fin de la série des processeurs 680x0 à usage général, abandonnée en faveur des PowerPC. Seul l'Amiga 4000 dans ses dernières unités produites en 1995 a utilisé le 68060 en série, mais il se retrouvait également sur les cartes accélératrices commercialisées pour les autres modèles d'Amiga ou pour le Falcon030 ainsi que ses clones de l'époque (Hades 060 et Milan 060), mais à l'exception du booster sur le Falcon 030, les autres cartes et clones utilisent le 060 en mode 040 (bus à demi vitesse par rapport au 060 = mode HALF SPEED BUS) : ce sont des conceptions 040 simplement updatées en 060. Le monde Apple et Unix était déjà passé à divers processeurs RISC. Le 68060 commença à 50 MHz sur les plates-formes de fabrication de Motorola à 0,6 µm. Le premier mask est le F43G : il a une douzaine de bugs listés dans un ERRATA. Quelques années après il fut rétréci à 0,42 µm, ce qui permit de monter la fréquence à 66 MHz.
En 1997, le mask G65V est annoncé, il corrige l'errata F6 (Floating Point Data Error) du premier mask F43G.
Puis un mask à 0,32 µm sort en 1999 se libérant par la même occasion des bugs internes officiels : mask 0E41J. À noter que ce mask accepte l'overclocking à 95 MHz et même plus de 100 sur les cartes accélératrices du Falcon 030 ! Le masque utilisé est le 71E41J.
En 1999, une version 75 MHz sans FPU et sans PMMU (MC68EC060RC75) sortit ainsi qu'une version sans FPU mais avec PMMU (MC68060RC75). Motorola puis Freescale continuèrent la production des 68060 dans toutes les versions jusqu'en 2015.
Peut-être son utilisation la plus connue fut celle de la diffusion de graphiques dans les émissions de télévision américaines. La série de générateurs de caractères de télévision Chyron's Infinit!, Maximum!, et Maxine! a utilisé le 68060 comme processeur principal. Ces générateurs de caractères furent utilisés dans nombre de stations de télévision américaines.
Les développements du noyau de base continuent mais sont destinés aux systèmes embarqués. Ils sont combinés avec un certain nombre d'interfaces de périphériques pour réduire la complexité et les besoins en énergie. Un certain nombre de puces, chacune avec différents éléments d'interfaces, sont vendus sous le nom de ColdFire et de Dragonball.